# Alexander Petrowitsch Walter

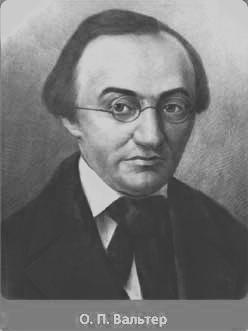
Alexander P. Walter 1845

Alexander Petrowitsch Walter (auch Walther; * 28. Dezember 1817jul. / 9. Januar 1818greg. in Reval, Gouvernement Estland, Russisches Kaiserreich; † 22. Septemberjul. / 4. Oktober 1889greg. in Warschau, Russisch-Polen) war ein deutschbaltischer Anatom und Physiologe.

## Leben
Alexander Petrowitsch Walter stammte aus einer deutschbaltischen Familie und ging in seiner Geburtsstadt Reval zur Schule. Von 1836 bis 1841 studierte er zuerst an der philosophischen Fakultät und dann als Schüler von Nikolai Pirogow an der medizinischen Fakultät der Kaiserlichen Universität Dorpat. Anschließend setzte er sein Studium an der Universität Berlin bei dem Physiologen und Anatom Johannes Müller und in Wien bei Carl von Rokitansky fort.
1843 wurde Walter Adjunkt in der Abteilung der physiologischen Anatomie und Mikroskopie an der Wladimir-Universität in Kiew und wurde dort im Jahre 1846 zum außerordentlicher Professor gewählt, nachdem er 1845 Doktor der Medizin geworden war. Neben der Anatomie lehrte er von 1862 bis 1865 Physiologie, zwischen 1859 und 1861 Pharmakologie, zudem Chirurgie und Medizingeschichte. Walter war der Initiator und der erste Direktor des Anatomischen Theaters der medizinischen Fakultät der Kiewer Universität im Jahre 1853. 1867 verließ er die Universität, kehrte jedoch 1869 als außerplanmäßiger Professor der Anatomie wieder zu ihr zurück. Walter gründete und betrieb auf eigene Kosten die, zwischen 1860 und 1880 erscheinende, erste medizinische Zeitschrift der Ukraine Sovremennaja medicina („Moderne Medizin“). 1874 verließ er endgültig die Universität und nahm den Posten des medizinischen Inspektors der zivilen Krankenhäuser in Warschau in Russisch-Polen an. Dort starb er 1889 und wurde seinem Wunsch gemäß in Kiew auf dem Baikowe-Friedhof beerdigt.
Seine Werke waren Größtenteils anatomischen und physiologischen Aspekten gewidmet, aber befassten sich auch mit Fragen der Wärmeproduktion und Regulierung im Organismus der Tiere. Alexander Walter entdeckte bereits vor Claude Bernard die vasokonstriktorische Wirkung der sympathischen Nerven.

## Orden und Ehrungen
- 1874 „Wirklicher Russischer Staatsrat“[3]
- 1855 Sankt-Stanislaus-Orden 2. Klasse[3]
- 1859 Sankt-Stanislaus-Orden  2. Klasse mit Kaiserlicher Krone[3]
- Bronzemedaille „In Erinnerung an den Krim-Krieg 1853-1856“[3]